# Dissotis pauwelsii
Dissotis pauwelsii är en tvåhjärtbladig växtart som beskrevs av Jacq.-fel.. Dissotis pauwelsii ingår i släktet Dissotis och familjen Melastomataceae. Inga underarter finns listade i Catalogue of Life.